# Toro ensogado de Beas de Segura

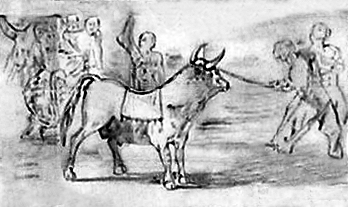
Toro ensogado, (Imagen extraída del mapa mural del barrio de San Isidro de Beas de Segura).

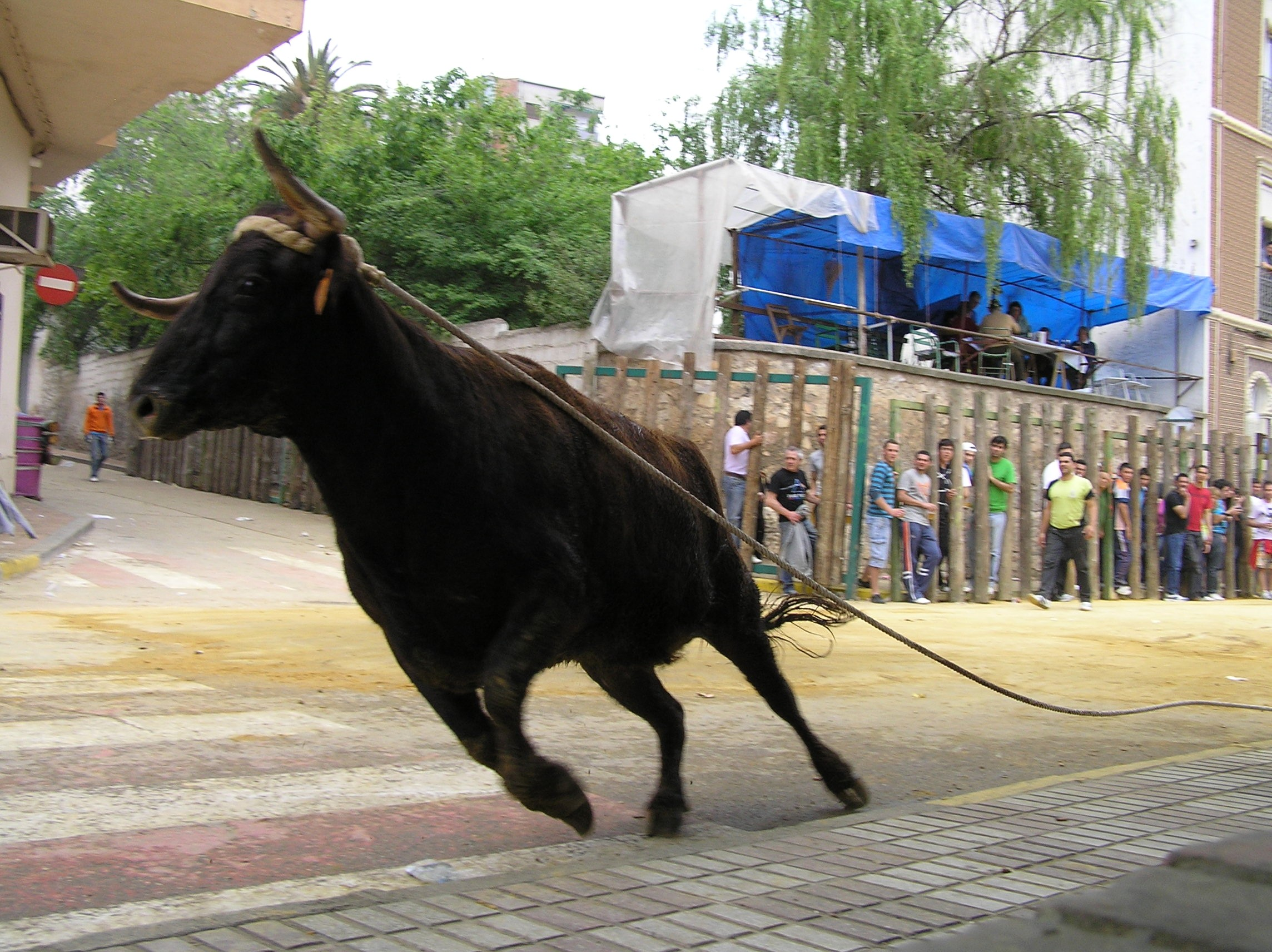
Vaca ensogada en San Marcos chico.

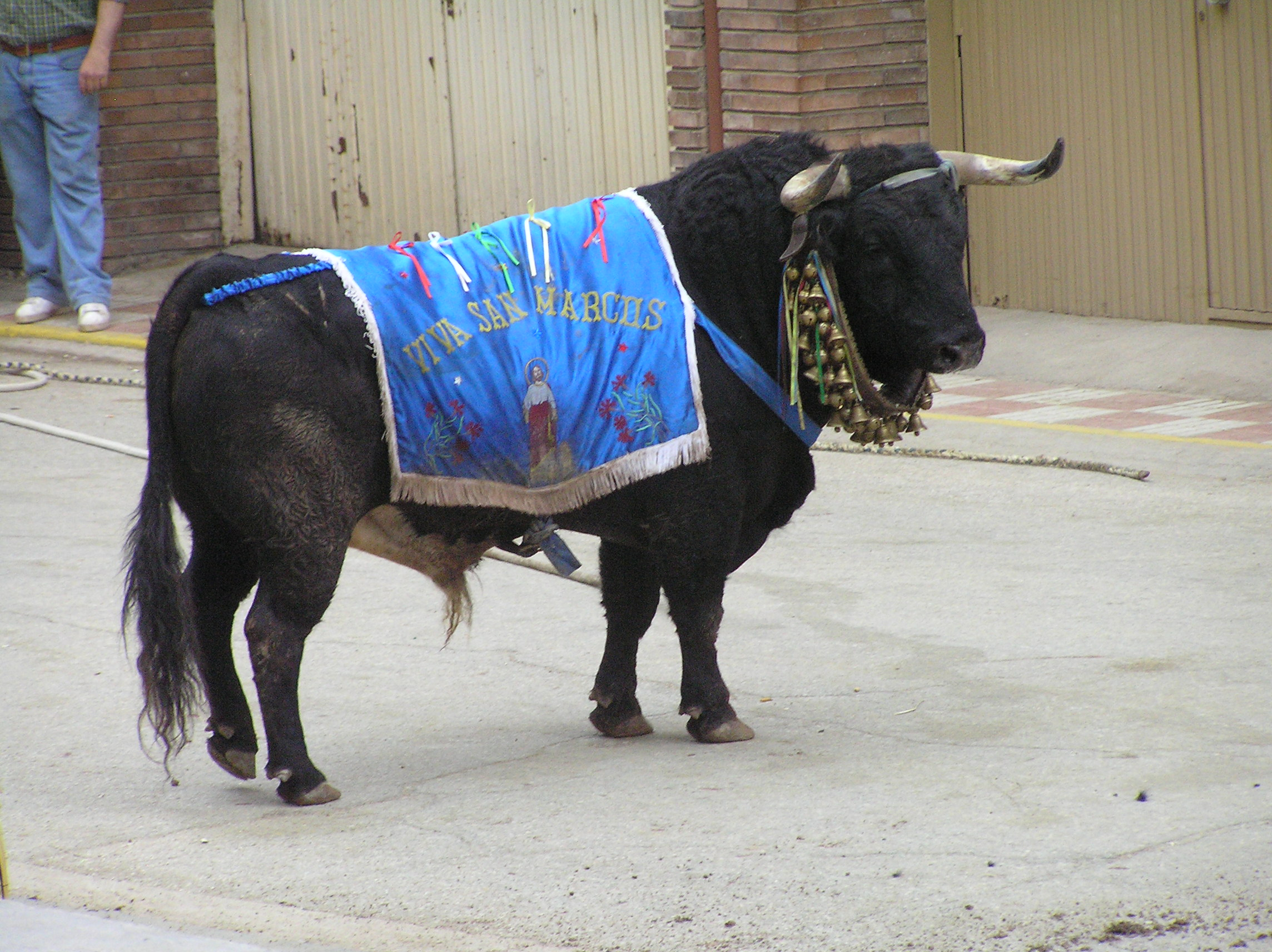
Toro engalanado el 25 de abril.

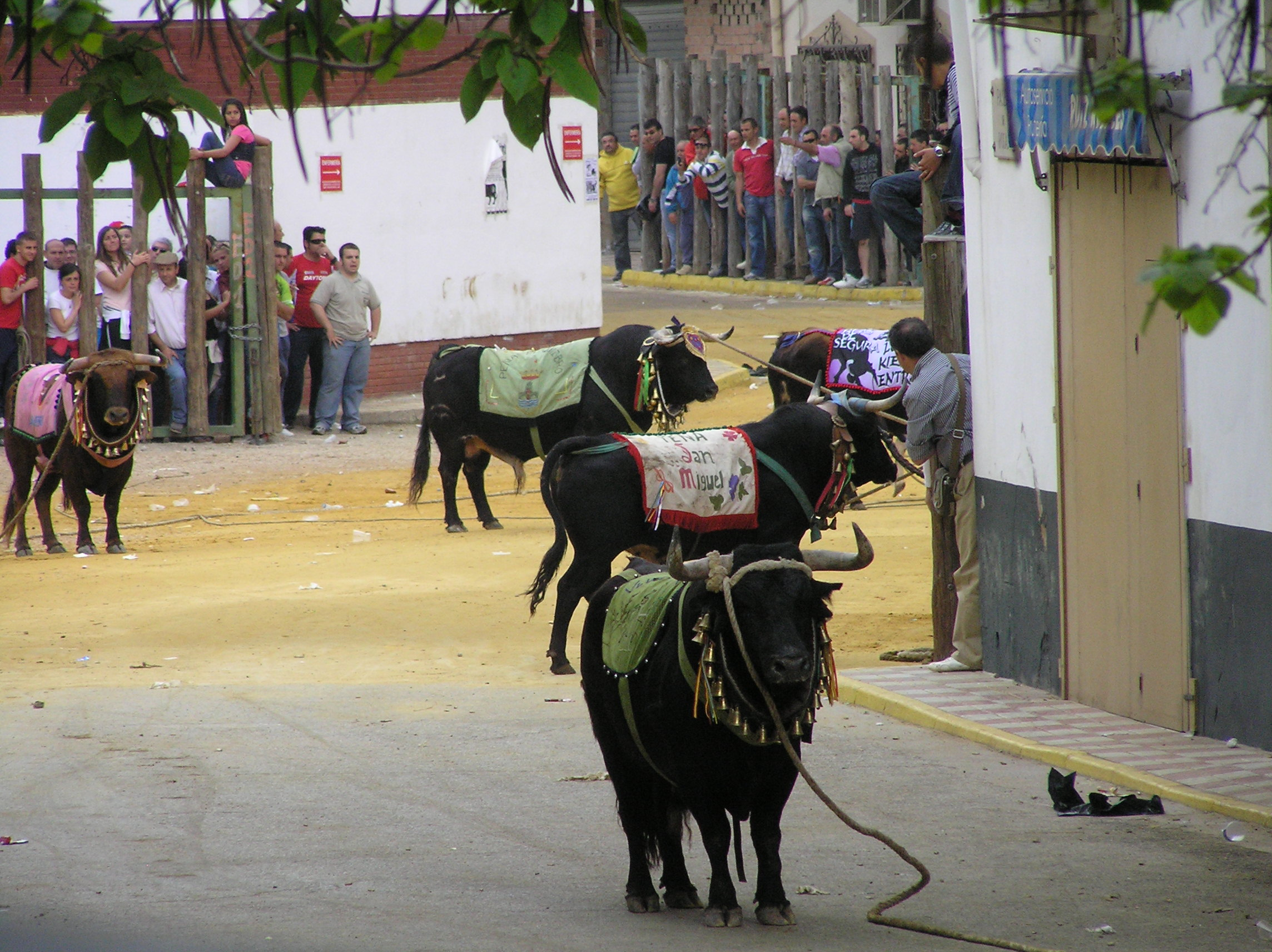
Varios toros engalanados en la esplanada de San Marcos.

El toro ensogado de Beas de Segura o fiestas de San Marcos es una de las tradiciones popular mas taurinas españolas y más arraigadas que se celebran en el municipio de Beas de Segura, (Jaén), en la comunidad autónoma de Andalucía, entre los días 22 al 25 de abril, en honor a San Marcos, corriendo toros y vacas ensogados por el recinto aderezado para tal fin. Es una tradición que se remonta a tiempo inmemorial. 
Las fiestas dan comienzo el 22 de abril por la noche con el tradicional pregón de San Marcos y posteriormente los fuegos artificiales. El 23 de abril por la tarde, suelta de reses, que se conoce como San Marcos chico. El 24 de abril por la tarde, nueva suelta de reses y el 25 de abril de madrugada Diana por las calles del pueblo; después suelta de reses, cascado y engalanamiento de las mismas. Procesión de San Marcos y misa.
El 26 de septiembre de 2000, fueron declaradas Fiestas de Interés Turístico de Andalucía, teniendo una gran difusión y repercusión tanto a nivel nacional como internacional.
El 6 de octubre de 2011 el ayuntamiento de Beas de Segura aprobó en pleno por unanimidad la declaración de las fiestas de San Marcos como Patrimonio Cultural Inmaterial, sumándose así al proyecto de reconocimiento universal de la tauromaquia por parte de la UNESCO.

## Orígenes
Los orígenes de la fiesta del toro ensogado de Beas de Segura son muy confusos, se carecen de documentos que acrediten su antigüedad, aunque bien es cierto que ya en el siglo XVI existía como tal, difiriendo mucho de la celebración actual.
El primer documento aparece en 1575, en las relaciones de la villa, mandadas hacer por Felipe II. En dichas relaciones, los vecinos declaran lo siguiente:

Ansí mismo hay voto en esta villa, día del señor san Marcos, que no se matan ninguna carnes ni se pesan, ni abren carnecerías de esta villa. Lo cual se prometió en voto en años pasados, por grandes infortunios e plagas de la langosta. No se sabe el tiempo que ha que se prometió e votó, más que de tiempo inmemorial a esta parte se tiene y guarda
Capítulo 52 «Fiestas y votos populares».

## Antecedentes históricos
En 1449 hubo una acusada plaga de langosta que asoló gran parte de la actual provincia de Jaén, sobre todo en la zona de La Loma y las Villas, dejando a su paso arruinados los cultivos. En la ciudad de Baeza el 17 de abril de ese año se prometió voto de hacer procesión y misa el día de San Marcos y ofrecer un toro y darlo cada año en limosna a los pobres.
En años sucesivos esa tradición se extendió a otros pueblos, como fue el caso de Beas, que aunque con otros matices, se soltaba un toro la víspera de San Marcos y luego se sacrificaba para repartir su carne a los pobres, guardando día de precepto el 25 de abril.

## Evolución y costumbres
La fiesta del toro ensogado de Beas de siempre ha estado muy ligada con la agricultura, de hecho, la cantidad de olivos que rodea el término municipal de Beas, no hubieran sido posible plantarlos sin antes roturar la tierra, y la eliminación de gran parte de la masa forestal. Los bueyes y toros eran los animales idóneos para la realización de esas duras tareas de limpieza y roturación del terreno.
A partir de los años 70 la maquinaria agrícola desplaza al ganado vacuno y los nuevos tiempos dan paso a otro modelo de vida, aunque sin ello perder la tradición de siglos anteriores. Fue en 1992 cuando se produjo un antes y un después en el desarrollo de la fiesta; la nueva normativa impuesta ese año de sacrificar las reses una vez sacadas al recinto, supuso un súbito resquebrajamiento en las raíces de una celebración que se forjó durante siglos con la traída de toros y vacas uncidos, y una vez acabado el festejo se les quitaban las sogas para ir ellos solos a su lugar de origen y repetir al año siguiente.

## Hermandad de San Marcos
La Hermandad de San Marcos se fundó como tal en 1955, pero fue a partir de 1971 cuando comenzó a adquirir una estructura sólida, que años más tarde se formalizó con la creación de estatutos. Todos los años para el Domingo de Resurrección se convocan a los socios con el fin de dar el estado de cuentas del año anterior y otros pormenores. En años alternos se procede a la votación de un nuevo presidente, que será el que recoja el testigo del anterior.

### Sede social
La sede de la Hermandad de San Marcos se encuentra ubicada en la calle Palomares de Beas de Segura. Se adquirieron los terrenos en 1990, concluyendo las obras en 1996, quedando inaugurada ese año la sede. El edificio consta de cuatro plantas, las dos de abajo están destinadas a chiqueros y las otras dos salón de juntas, oficina y exposición sanmarquera.

### Estatutos
Con fecha 11 de abril de 2004 se procedió a la modificación y adecuación de los estatutos para la adaptación a la Ley Orgánica L.O 1/2002 de 22 de marzo reguladora del Derecho de Asociaciones, regida por el artículo 22 de la Constitución española en cumplimiento de la Disposición Transitoria Primera de la misma. Dichos estatutos fueron aprobados el 15 de septiembre de 2007 con la denominación de Asociación Hermandad de San Marcos, inscrita con el n.º 807 sección 1.ª.

### Junta directiva
La Junta Directiva de la Hermandad de San Marcos tiene una duración de dos años, en el que los socios eligen a un presidente, el cual nombra a los componentes que van a formar parte de la directiva en dicho ciclo, y está compuesta por 1 presidente, 1 vicepresidente, 1 tesorero, 1 vicetesorero, 1 secretario, 1 vicesecretario y 14 vocales.

## Actualidad
La fiesta quedó regida por el Decreto 62/2003 de 11 de marzo, por el cual se aprobó el Reglamento de Festejos Taurinos Populares que regula determinados espectáculos taurinos; posteriormente hubo una modificación de algunos aspectos mínimos en el Decreto 68/2006 de 21 de marzo, por el que quedó aprobado el Reglamento Taurino de Andalucía.
El Patronato Municipal de San Marcos está representado por el ayuntamiento de Beas de Segura y la Hermandad de San Marcos. 

## Asociaciones
El 6 de agosto de 2010 tuvo lugar en el municipio madrileño de San Sebastián de los Reyes la firma del acta fundacional de la Asociación Internacional de Municipios y Entidades Organizadoras de Festejos Taurinos Populares, (ASIMTAP), que acoge municipios y entidades españolas, portuguesas y francesas. Tanto el ayuntamiento de Beas de Segura como la Hermandad de San Marcos, forman parte de los ocho municipios y seis entidades colaboradoras que fundaron esta asociación, cuyos fines son la defensa, promoción y conservación de todos los festejos taurinos populares.

### Peñas
La gran cantidad de peñas existentes, unas 100, hizo considerar a la Hermandad de San Marcos en 2010 el crear una inscripción en un registro de peñas con el fin de constituirse como asociaciones legalizadas ante la Junta de Andalucía, salvo aquellas que estén fuera de Andalucía, que lo hicieron ante sus respectivas comunidades autónomas o con carácter nacional. Creando así la Federación de Peñas de San Marcos de Beas de Segura.

## Ciclos Culturales
En abril de 1995, se celebraron los primeros Ciclos Culturales Taurinos de Beas de Segura, auspiciados y dirigidos por Lope Morales Arias, gran aficionado a la tauromaquia. Con el apoyo de la Hermandad de San Marcos y el ayuntamiento de Beas de Segura, se puso como objetivo y finalidad la difusión de la fiesta y el reconocimiento cultural ligado a la celebración de dichos festejos y de la tauromaquia en general. 
Se tratan temas de diferente calado, siempre relacionados con los toros y la fiesta en el ámbito cultural. Cada año los Ciclos Taurinos van adquiriendo mayor repercusión y prestigio debido a la calidad de los ponentes y la exposición de los temas; por el que han pasado desde matadores de toros, ganaderos, críticos taurinos, veterinarios, escritores y un largo etcétera de personas relacionadas con el mundo del toro.

## Toro de cuerda
En julio de 2008, la Hermandad de San Marcos entró a formar parte de la Asociación Nacional del Toro de Cuerda, en la que presentó su candidatura para la celebración del próximo Congreso Nacional. Candidatura que fue aprobada, celebrándose el VI Congreso Nacional del Toro de Cuerda en Beas de Segura, entre los días 17 al 19 de abril, en el que participaron además del municipio anfitrión, un municipio de cada comunidad donde se celebran similares festejos, siendo los siguientes: Alquerías de Santa Bárbara, Burriana, Benavente, Chiva, Grazalema, Lodosa y Teruel, en el que cada uno de los municipios hizo una exhibición con las costumbres de suelta de las reses.
para acoger el XIX Congreso Nacional del Toro de Cuerda
En febrero de 2020, el Ayuntamiento del municipio y la Hermandad de San Marcos mostraron su intención de presentar una candidatura para acoger el XIX Congreso Nacional del Toro de Cuerda, programado para 2022, y que preveía congregar unas 40.000 personas procedentes de todo el país. Esta candidatura se presentaría, previsiblemente, en la edición que se celebrará este año en Teruel.
En este sentido,la subdelegada del Gobierno de España en Jaén, Catalina Madueño mostró el respaldo del Gobierno a esa candidatura y así lo expresó a sus promotores en una reunión de trabajo.
De igual modo, el presidente de la Diputación de Jaén, Francisco Reyes, recibió al alcalde de Beas de Segura, José Alberto Rodríguez, y a Pedro Carlos Sánchez, de la Hermandad de San Marcos, para ofrecerles el apoyo de esa administración a la candidatura de esta localidad.